# ヨハナ・アルフォンソ
ヨハナ・ベレン・アルフォンソ（Yohana Belen Alfonzo、1989年8月28日 - ）は、アルゼンチンのプロボクサー。サン・ルイス出身。第5代WBO女子世界ライト級王者。

## 来歴
2010年8月13日、Maria Angelica Ruiz戦でデビューし、判定勝利。
2010年11月5日、Sonia Edith Paladinoを1回TKOで降す。
2013年2月8日、Natalia Vanesa del Valle Aguirreに1-2判定でプロ9戦目にして初黒星。
2013年5月25日、Sonia Edith Paladinoに判定勝利。
2013年6月28日、後のIBF女子世界ライト級王者ビクトリア・ブストスに0-3判定で敗れる。
2014年1月17日、Natalia Vanesa Lopezに判定勝利。
2014年4月11日、Maria Eugenia LopezとのFAB女子アルゼンチンスーパーフェザー級王座決定戦に臨み、3-0判定で初タイトル幕徳。
2014年10月18日、Angela MarcialesとのWBC女子ラテンスーパーフェザー級王座決定戦に臨み、3-0判定で2冠目獲得。
2015年7月24日、ブエノスアイレス州フロレンシオ・バレーラでマリア・エレナ・マデルナとWBO女子世界ライト級王座決定戦に挑み、3-0判定で初の世界王座獲得。
2015年10月16日、Angela Marcialesを3-0判定で退け初防衛成功。
2016年4月22日、ブレンダ・カラバハルを3-0判定で退け2度目の防衛に成功。
2016年12月10日、ダイアナ・アヤラを3-0判定で退け3度目の防衛に成功。しかし、その後長いブランクとなり、王座も空位に。
2019年5月4日、約2年半ぶりの復帰戦としてGladys Soledad Seguiを3-0判定で降す。再びブランクに。
2023年6月3日、Soledad del Valle Friasとの復帰戦を3-0判定で勝利。

## 戦績
- 20戦 18勝（1KO）2敗

## 獲得タイトル
- FAB女子アルゼンチンスーパーフェザー級王座
- WBC女子ラテンスーパーフェザー級王座
- 第5代WBO女子世界ライト級王座（防衛3=剥奪）